# Матсалу (национальный парк)
Ма́тсалуский национа́льный парк, Национа́льный парк Ма́тсалу — национальный парк в западной части Эстонии, в нижнем течении реки Казари, прибрежной полосе Матсалуского залива Балтийского моря и на 50 островах Моонзундского архипелага.

## История
Основан в 1957 году на базе орнитологического заказника и охотоведческого учебно-опытного хозяйства (первоначально как заповедник) для охраны природных комплексов и разнообразной фауны птиц (около 280 видов, в том числе свыше 160 гнездящихся). Орнитологические исследования на современной территории парка ведутся с 1870 года.

## География

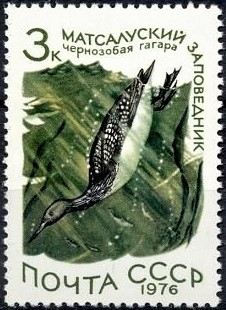
Почтовая марка СССР № 4612. 1976. Заповедники СССР

Национальный парк Матсалу находится в западной части страны. Территория парка составляет 486,1 км2. Матсалу включает в себя Матсалуский залив, нижнее течение и дельту реки Казари, окрестные прибрежные луга, тростниковые заросли и леса. Длина Матсалукского залива 18 км, ширина — 6 км, однако глубина не превышает 1.5 метра.

## Видовое разнообразие
Фауна парка насчитывает 275 видов птиц, 49 видов рыб и 47 видов млекопитающих. В Матсалу произрастает 772 вида сосудистых растений. Вдоль западно-эстонского побережья, проходит один из важнейших миграционных маршрутов перелётных птиц. Особенно многочисленны в заповеднике водоплавающие и болотные птицы. На пролёте: лебедь-кликун, северные утки и кулики. В тростниках гнездятся: лебедь-шипун, серый гусь, линяют селезни крякв и красноголовых нырков. На травянистых лугах устраивают свои гнёзда речные утки, много куликов. На островах гнездятся: гага, хохлатая чернеть, пеганки, крохаль, турпаны, чайки и крачки.

## Галерея
| - Станция наблюдения за птицами - Национальный парк Матсалу - Тростники и белощёкие казарки на побережье Матсалуского заповедника - Гроза на острове Кумари |